# Lembah Baru
Lembah Baru is een bestuurslaag in het regentschap Aceh Selatan van de provincie Atjeh, Indonesië. Lembah Baru telt 474 inwoners (volkstelling 2010).